# Yellowjackets
Yellowjackets es un cuarteto estadounidense de jazz fusión. 

## Biografía
Originalmente, el grupo se llamaba The Robben Ford Group, y fue formado en 1977; sus miembros eran Robben Ford, Russell Ferrante, Jimmy Haslip y Ricky Lawson. Ford había creado el grupo para grabar el disco Inside Story, pero firmó un contrato de grabación separado apareciendo listado como artista invitado. Finalmente, fue reemplazado por el saxofonista Marc Russo. Ricky Lawson abandonó en 1986 para trabajar con Lionel Richie. Varias de sus canciones fueron utilizadas en el The Weather Channel en el programa Local On The 8s.
Con su nombre actual, el grupo fue fundado en 1981 como una banda orientada hacia el rhythm and blues que estaba liderada por el guitarrista Robben Ford. El grupo dio un paso de gigante cuando, tras la marcha de Ford, el saxofonista alto Marc Russo ocupó su lugar. Junto con los miembros originales, Russell Ferrante al teclado y Jimmy Haslip en el bajo eléctrico, y con el baterista William Kennedy, la banda encontró su propio sonido de R&B, tocando en ocasiones composiciones originales que sonaban al estilo de la línea más melódica de Joe Zawinul. 
Empezaron a comienzos de los ochenta en la Warner Brothers y en 1986 se pasaron a MCA/GRP, compañía con la que realizaron un puñado de discos bien recibidos.
También aparecieron con dos canciones en la banda sonora original de Star Trek IV: The Voyage Home. 
En los años noventa, Russo se independizó y empezó a tocar habitualmente con The Doobie Brothers; su sustituto, Bob Mintzer (al clarinete bajo y tenor), añadió más credibilidad jazzística a la música del grupo. Regresaron a la Warner Brothers en 1995 para grabar varios discos antes de firmar por Heads Up para un doble disco en directo titulado Mint Jam en 2002. En 2003 grabaron su primer álbum de estudio en cinco años, Time Squared. Tres años después, la banda celebró su veinticinco aniversario como conjunto con la realización del álbum en directo Twenty Five.
En mayo de 2008, los Yellowjackets realizaron su trabajo número 20, Lifecycle, también para el sello HeadsUp International. Lifecycle cuenta con la colaboración del guitarrista y compañero de sello Mike Stern, haciendo la primera grabación en quince años de los Yellowjackets con guitarra (Run For Your Life de 1994 había contado con Robben Ford en el tema «Even Song»). El álbum fue nominado para un Grammy 2009 en la categoría «Best Contemporary Jazz Album». Russell Ferrante fue también nominado en la categoría de «Best Instrumental Composer» por el tema «Claire's Closet». A lo largo de su carrera, el grupo ha sido nominado a los Grammy en 17 ocasiones, habiendo obtenido en 1986 el de "Best R&B Instrumental Performance" por el tema "And you know that", y en 1988, el  "Best Jazz Fusion Performance" por el álbum "Politics".
En 2012, Jimmy Haslip fue sustituido por Felix Pastorius, hijo del bajista de Weather Report,  Jaco Pastorius. En junio de 2013, el grupo lanza A Rise in the Road, primer disco con Felix Pastorius como bajista.

## Discografía
Pueblo nuevo 2002
- 1981: Yellowjackets
- 1983: Mirage a Trois
- 1985: Samurai Samba
- 1986: Shades
- 1987: Four Corners
- 1988: Politics
- 1989: The Spin
- 1991: Greenhouse
- 1992: Live Wires
- 1993: Like a River
- 1994: Run for Your Life
- 1995: Collection

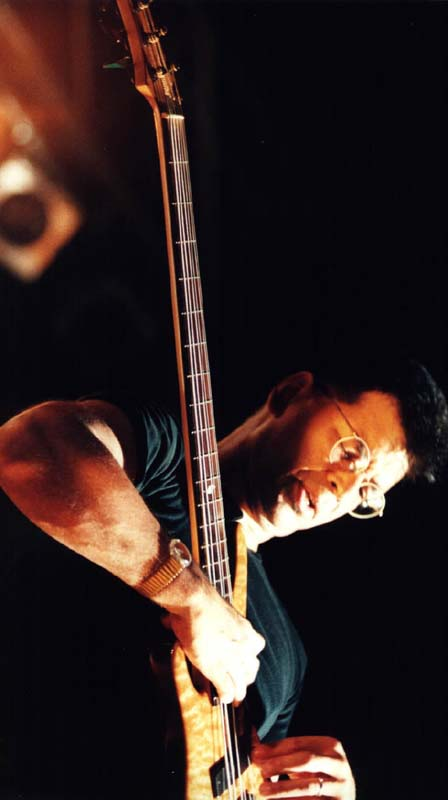
Jimmy Haslip

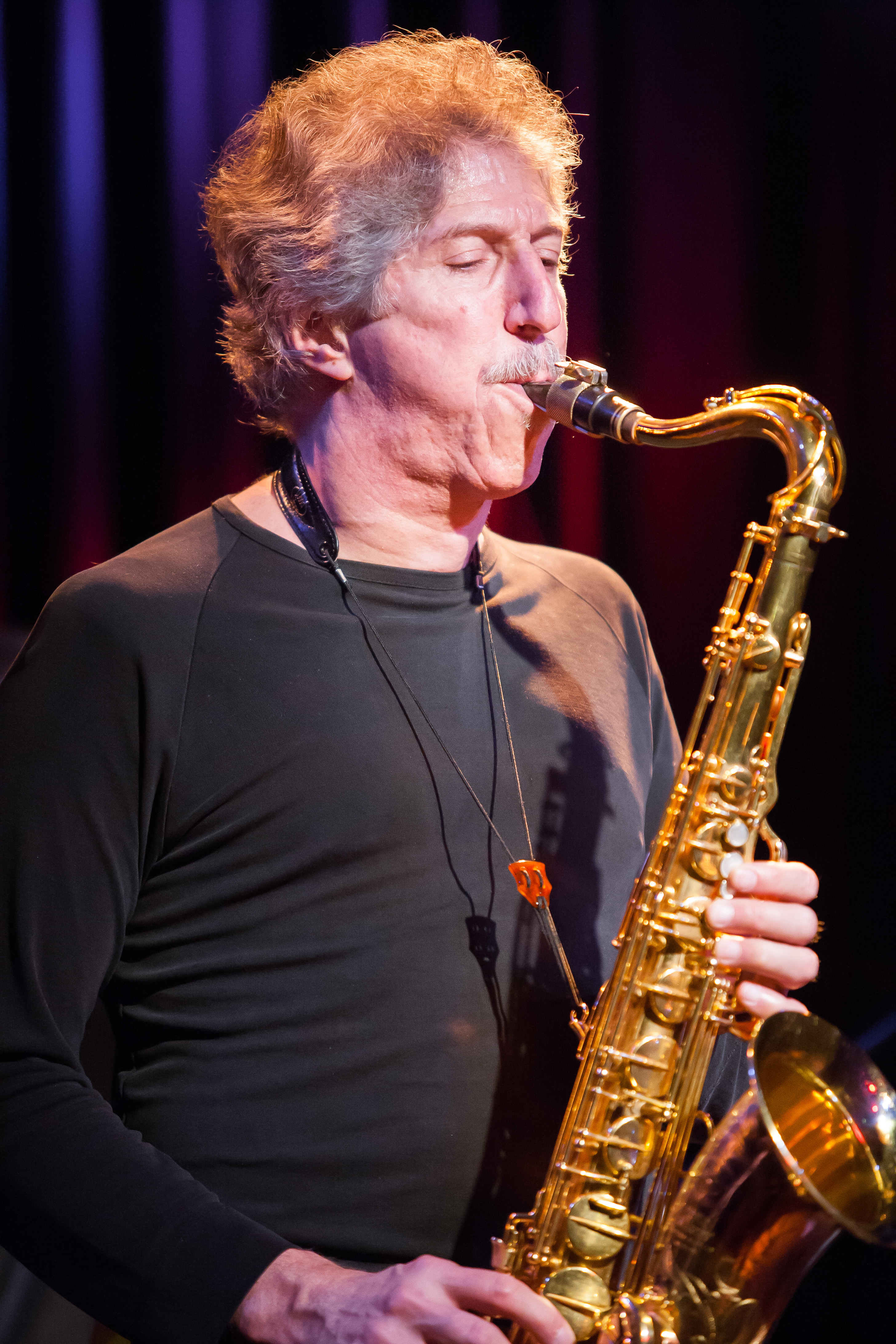
Bob Mintzer

- 1995: Dreamland (álbum de Yellowjackets)
- 1997: Blue Hats
- 1998: Priceless Jazz
- 1998: Club Nocturne
- 1999: The Best of the Yellowjackets
- 2001: Mint Jam
- 2003: Peace Round: A Christmas Celebration
- 2003: Time Squared
- 2005: Altered State
- 2006: Twenty-Five
- 2008: Lifecycle
- 2011: Timeline
- 2013: A Rise in the Road
- 2016: Cohearance
- 2021: Jackets XL (con la WDR Big Band)

## Miembros actuales
- Russell Ferrante - teclado, sintetizadores
- Dane Alderson - bajo eléctrico
- Bob Mintzer - saxofón, clarinete bajo, EWI (1991-presente)
- Will Kennedy - batería, percusión (2010-presente; 1987-1999)

## Antiguos miembros
- Robben Ford - guitarra (1977-1978)
- Ricky Lawson - batería (1977-1986)
- Marc Russo - saxofón (1985-1989)
- Peter Erskine - batería (1999)
- Terri Lyne Carrington - batería (2000)
- Marcus Baylor - batería (2000-2010)
- Jimmy Haslip - bajo eléctrico (1981-2012)
- Felix Pastorius - bajo eléctrico (2012-2014)